# قبيلة العزازية
قبيلة العزازية هي قبيلة من أصل مملكة كندة وهم عدنانيون وتوجد هذه القبيلة الآن في محافظة قنا تحديداً دشنا.

## نسبهم
يرجع نسبهم لعائلة عمر بن عزاز بن المقدم وهم من بني محارب من بني الهيب من بني بُهثة من بنو سليم من بني قيس عيلان العدنانية العربية التي تعود إلى الجدين: إسماعيل وإبراهيم عليهما سلام الله.

## شجرة العائلة
شجرة العائلة حسانين 1667عمربن عزاز 1632 بن المقدم 1600 بن علي 1570 بن علي 1537 بن عقار 1504 بن موسى 1471 بن محمد 1438 بن سليمان 1405 بن فائد 1372 بن المقدم 1339 بن ذؤيب 1306 بن أبو ذؤيب 1273 بن أحمد 1240 بن أبو الليل 1207 بن كعب 1174 بن علي 1142 بن يعقوب 1108 بن كعب 1075 بن أحمد 1042 بن ترجم 1009 بن حميد 976 بن يحيى 943 بن كعب بن مالك 910 بن مالك 877 بن الأشهب 844 بن دويكل 811 بن يحيى 778 بن حميد 745 بن علاق 712 بن يزيد 679 بن أسيد 646 بن زفر 613 بن أسماء 580 بن عمرو بن أسيد بن لبيد بن (مالك:محارب) بن (هيب) بن عبد الله بن قنفذ بن جابر بن مالك بن عوف بن امرئ القيس بن (بُهثة) بن (سُليم) بن منصور بن عكرمة بن خصفة بن (قيس) بن عيلان بن مضر بن نزار بن معد بن (عدنان: جد العرب المستعربة الذي يتوقف عنده نسب النسابون إلى سيدنا إسماعيل بن إبراهيم عليهما السلام). ابن أد، بن أد د، بن اليسع، بن الهميسع، بن سلامان، بن نبت، بن حمل، بن قيذار، بن إسماعيل، بن إبراهيم، بن تارح، بن ناحور، بن ساروغ، بن أرغو، بن فانغ، بن عابر، بن شالخ، بن أرفخشذ، بن سام، ابن نوح، بن لمك، بن متوشلخ، بن أخنوخ بن يارد، بن مهلا ييل، بن قينان، بن أنوش، بن شيث، بن آدم صفى الله.
يجدر بالذكر هنا أن نسب العشيرة يلتقي بنسب سيد الانبياء والمرسلين سيدنا محمد صلى الله عليه وسلم في الجد نزار بن معد بن عدنان و هو جدسيدنا محمد رقم 18.

## تاريخ الترحل الجغرافي للعشيرة
1. كانت قبيلة ال عزاز تقيم في منطقتين في الجزيرة العربية شمال نجد و شرق مكة المكرمة.
2. قام السلاطين الفاطميين و في رواية أنه كافور الأخشيدي على تهجير العائلة إلى إقليم برقة في ليبيا.
3. أدت الحروب القبلية في ليبيا لنزوح العديد من القبائل كالجهمة وبني بُهثة إلى صعيد مصر وتشكيل تحالفات قبلية مثل تحالف الهنادي والحرابي و السعادي.
4. هاجرت بعض الجماعات من صعيد مصر إلى بلاد الشام تحت اسم التحالف القبلي الهنادي بغض النظر عن الانتماء الحقيقي للعشيرة الأصلية من أمثال: الشوامخ والحواسي و النوافلة والعثامنة و الكوايدة وعمر بن عزاز والمسعود آغا الشاويش والحسين العلي. و سبب هذه الهجرة انطواء أبناء هذه القبيلة تحت راية محمد علي باشا والي مصر الذي شق عصا الطاعة على السلطنة العثمانية تحت قيادة ابنه إبراهيم باشا لاحتلال بلاد الشام.

## جذور القبيلة وعائلاتها
- من جذور قبيلة العزازية : (النوائل/عمر بن عزاز/شويش/الحسنات/مطاوع/).
- من العائلات الكبرى التابعة قبيلة العزازية : (آل حجازى/آل رشوان/عمربن عزاز /السباقات/الشقرات/آل عبود/آل علوش/آل عويضه/النصيرات/الدرزات).
- يطلق على الجذور والعائلات الكبرى الخاصة بـ قبيلة العزازية (عرب العزازية) في دشنا و هم بطن من (ابومناع شرق آل عمر ال عزاز) في سوهاج و (عزاز) في الشرقية وبنو عزاز بطن من (سليم) و البلابيش والبركات و الجراف والبشرة و أولاد سلام بطون من (سليم) و شهرتهم (عرب مصر) و يعنى ذلك أن (بنو عزاز) أولاد عمومة بلالى ال حق رحالى.

كبير العزازية الحاج عمرال العزازى محافظة قنا مركز دشنا.